# Megalith Records
Megalith Records — американский независимый рекорд-лейбл, специализирующийся на музыке ска. Основатель и владелец — Роберт Хингли (Robert «Bucket» Hingley), лидер группы The Toasters, и один из родоначальников «третьей волны ска» в Америке. Хингли основал Megalith Records после закрытия своего предыдущего лейбла Moon Ska Records. Вместе с выпуском CD альбомов, лейбл также распространяет записи групп через платные интернет-ресурсы (iTunes, Rhapsody, eMusic, SNOCAP).

## Некоторые группы, выпускавшиеся на лейбле
- Betagarri
- Deal’s Gone Bad
- Desorden Publico
- Hub City Stompers
- King Django
- Los Furios
- RiceRokit
- St. Petersburg Ska-Jazz Review
- The Toasters
- Westbound Train
- Victor Rice
- New York Ska-Jazz Ensemble
- Rotterdam Ska-Jazz Foundation
- Pannonia Allstars Ska Orchestra
- The Bluebeats
- Fast Food Orchestra